# Clossiana
Sous-genre
Le taxon Clossiana est, en fonction des sources, un sous-genre ou un genre de lépidoptères appartenant à la famille des Nymphalidae et à la sous-famille des Heliconiinae.
De répartition holarctique, il comprend une trentaine d'espèces.

## Systématique et phylogénie
Le taxon Clossiana a été décrit par Albert Franz Theodor Reuss en 1920 en tant que genre, avec pour espèce type Clossiana selene.
Actuellement, il est le plus souvent considéré comme un sous-genre du genre Boloria, mais son statut est débattu : de nombreux auteurs le traitent encore comme un genre à part entière, et d'autres synonymisent le nom Clossiana avec Boloria.   
Des études sur la phylogénie de ce groupe menées dans les années 2000, considérant les taxons Clossiana et Proclossiana comme des sous-genres du genre Boloria, ont montré que Clossiana est monophylétique et est le groupe frère d'un clade réunissant les sous-genres Boloria s. str. et Proclossiana,.

## Liste des espèces
- Boloria (Clossiana) alberta (Edwards, 1890) — Tchoukotka, Nord-Ouest de l'Amérique du Nord
- Boloria (Clossiana) angarensis (Erschoff, 1870) — Sibérie, Chine, Corée
- Boloria (Clossiana) astarte (Doubleday, [1848]) — Nord-Ouest de l'Amérique du Nord
- Boloria (Clossiana) bellona (Fabricius, 1775) — le Boloria des prés — Nord de l'Amérique du Nord
- Boloria (Clossiana) butleri (Edwards, 1883) — Tchoukotka, Amérique arctique — statut incertain, souvent considérée comme une sous-espèce de B. chariclea
- Boloria (Clossiana) chariclea (Schneider, 1794) — le Nacré lapon — Eurasie arctique, Nord de l'Amérique du Nord
- Boloria (Clossiana) dia (Linnaeus, 1767) — la Petite violette — Eurasie tempérée
- Boloria (Clossiana) distincta (Gibson, 1920) — Sibérie, Alaska, Canada — statut incertain, souvent considérée comme une sous-espèce de B. astarte[4]
- Boloria (Clossiana) elatus (Staudinger, 1892) — Transbaïkalie — statut incertain, souvent considérée comme une sous-espèce de B. tritonia[5]
- Boloria (Clossiana) epithore (Edwards, 1864) — Ouest de l'Amérique du Nord
- Boloria (Clossiana) erda (Christoph, 1893) — Nord-Est de l'Asie
- Boloria (Clossiana) erubescens (Staudinger, 1901) (= hegemone Staudinger, 1881) — Asie centrale
- Boloria (Clossiana) euphrosyne (Linnaeus, 1758) — le Grand collier argenté — Eurasie tempérée
- Boloria (Clossiana) freija (Thunberg, 1791) — le Nacré de l'orcette — Eurasie boréale, Nord de l'Amérique du Nord
- Boloria (Clossiana) frigga (Thunberg, 1791) — le Nacré boréal — Scandinavie, Asie centrale et orientale, Nord de l'Amérique du Nord
- Boloria (Clossiana) gong (Oberthür, 1884) — Chine
- Boloria (Clossiana) improba (Butler, 1877) — le Nacré nébuleux — circumpolaire arctique, Rocheuses
- Boloria (Clossiana) iphigenia (Graeser, 1888) — Asie orientale
- Boloria (Clossiana) jerdoni (Lang, 1868) — Himalaya
- Boloria (Clossiana) kriemhild (Strecker, 1879) – Rocheuses américaines
- Boloria (Clossiana) matveevi Gorbunov & Korshunov, 1995 — Altaï
- Boloria (Clossiana) natazhati (Gibson, 1920) — Nord-Ouest du Canada
- Boloria (Clossiana) oscarus (Eversmann, 1844) — Sibérie, Mongolie, Nord de la Chine
- Boloria (Clossiana) perryi (Butler, 1882) — sud de l'Oussouri, Corée
- Boloria (Clossiana) polaris (Boisduval, 1828) — le Nacré polaire — circumpolaire arctique
- Boloria (Clossiana) selene ([Denis & Schiffermüller], 1775) — le Petit collier argenté — Eurasie tempérée et boréale, Amérique du Nord
- Boloria (Clossiana) selenis (Eversmann, 1837) — Nord et Nord-Est de l'Asie
- Boloria (Clossiana) thore (Hübner, 1803) — le Nacré noirâtre — Alpes, Scandinavie, Asie centrale et orientale
- Boloria (Clossiana) titania (Esper, [1793]) — le Nacré porphyrin — Eurasie tempérée
- Boloria (Clossiana) tritonia (Böber, 1812) — du lac Baïkal à l'Oussouri

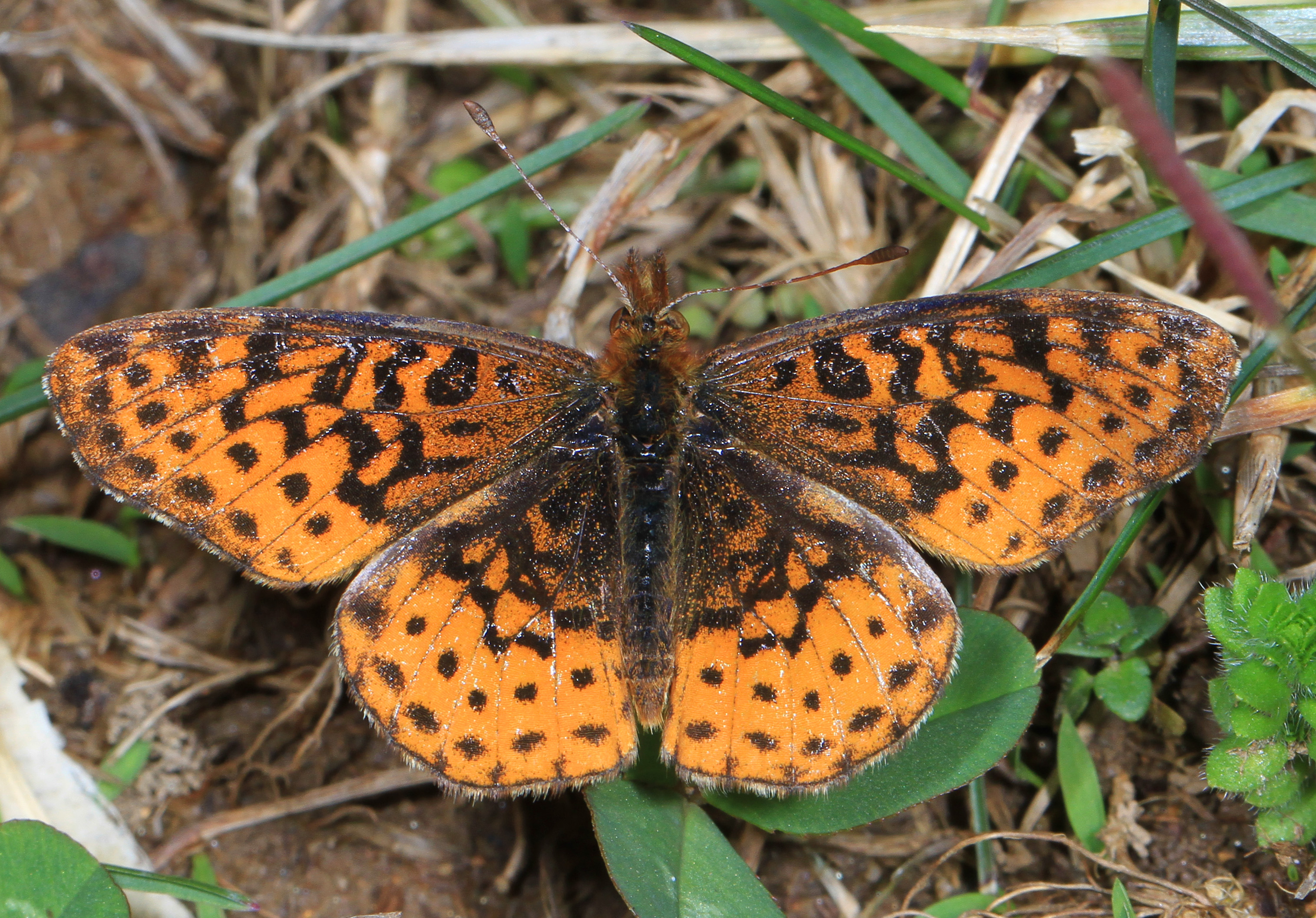
Boloria (Clossiana) bellona
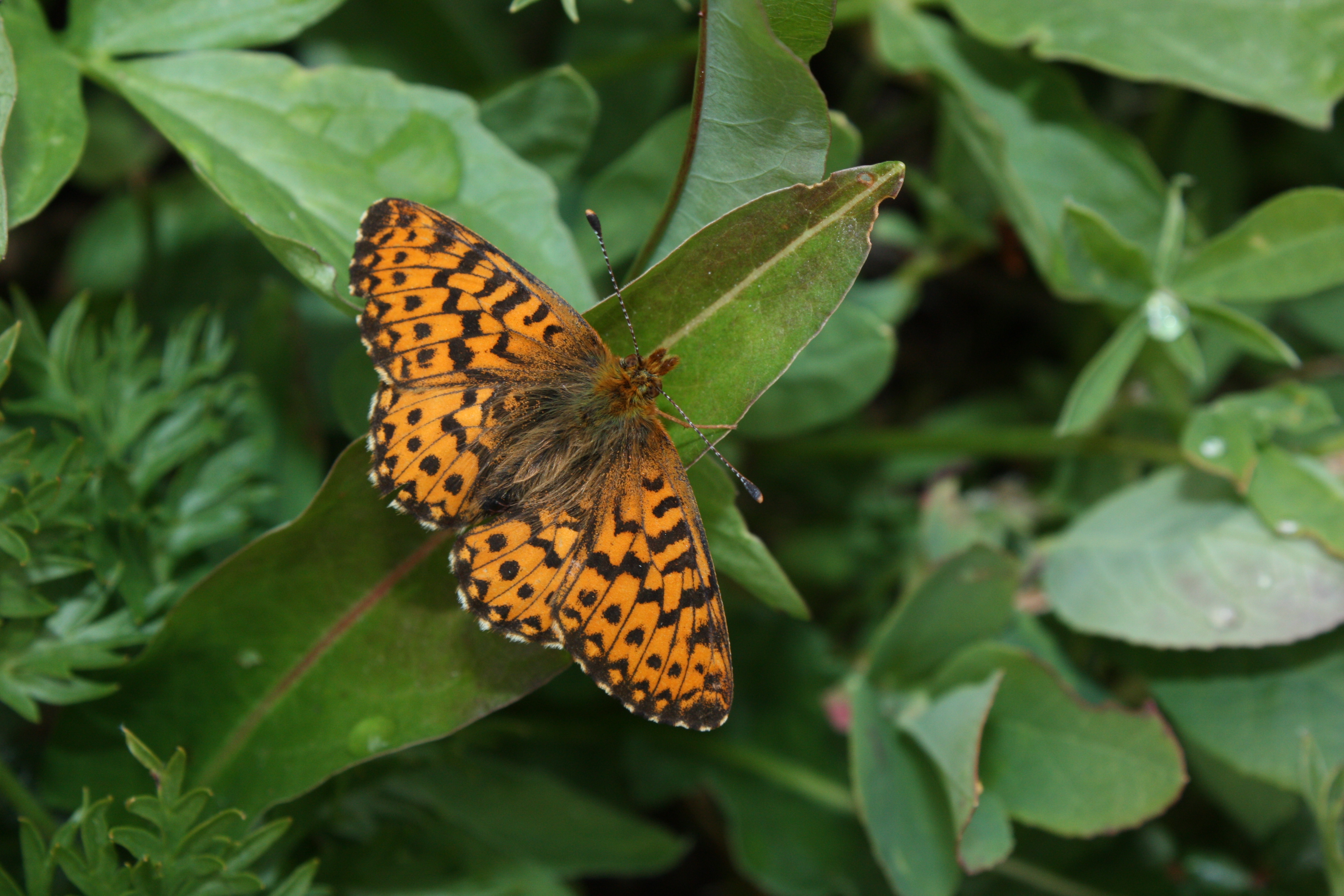
Boloria (Clossiana) chariclea
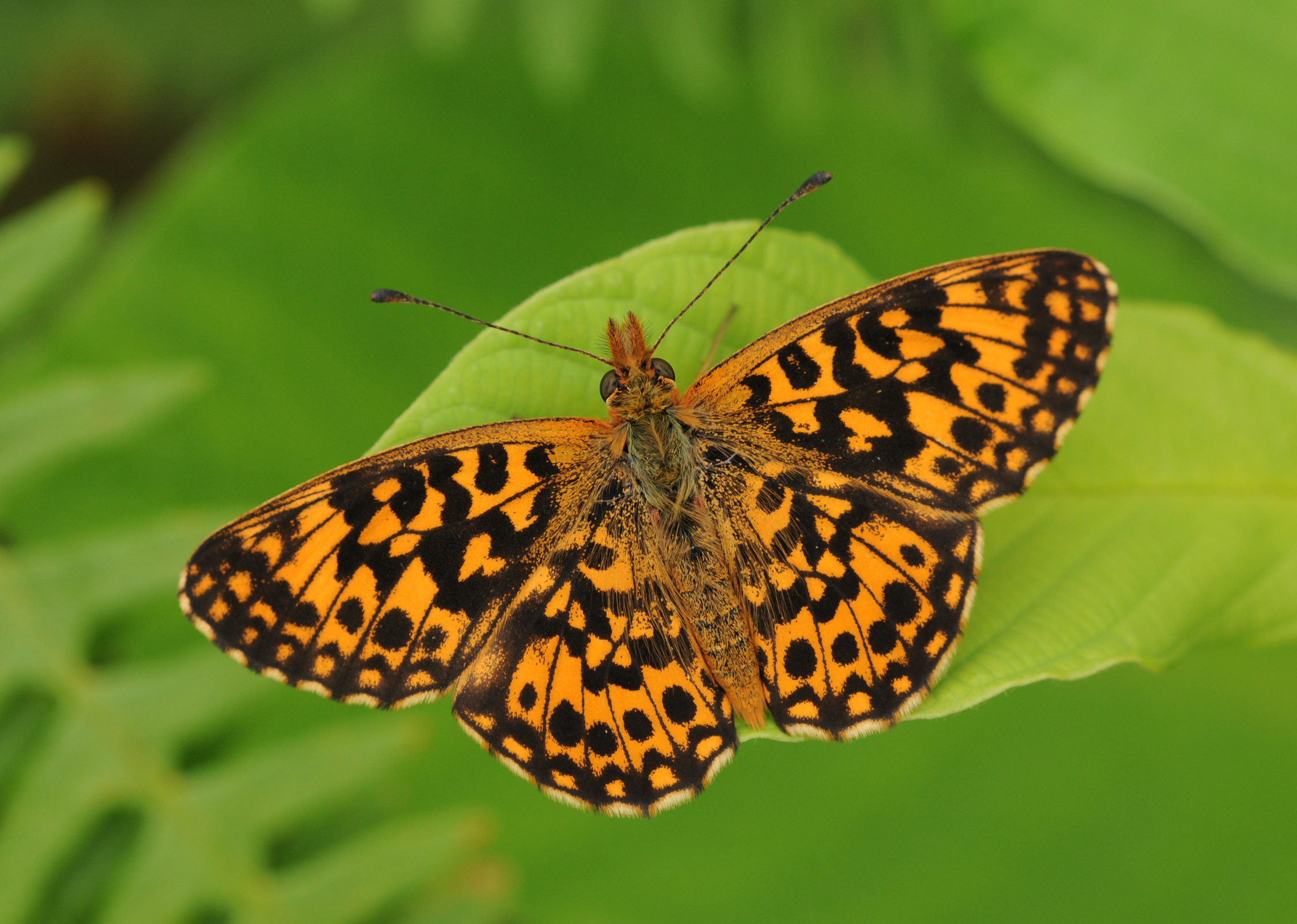
Boloria (Clossiana) dia
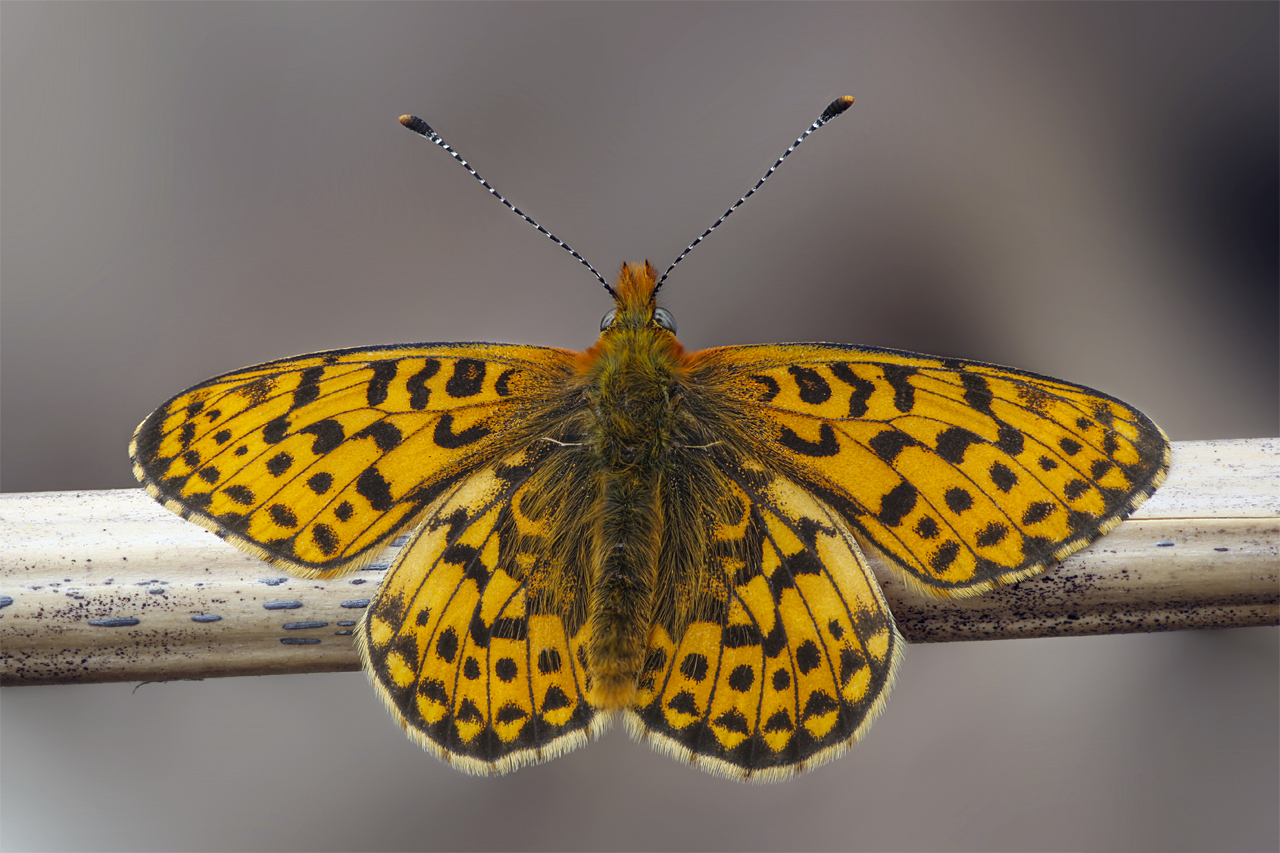
Boloria (Clossiana) euphrosyne
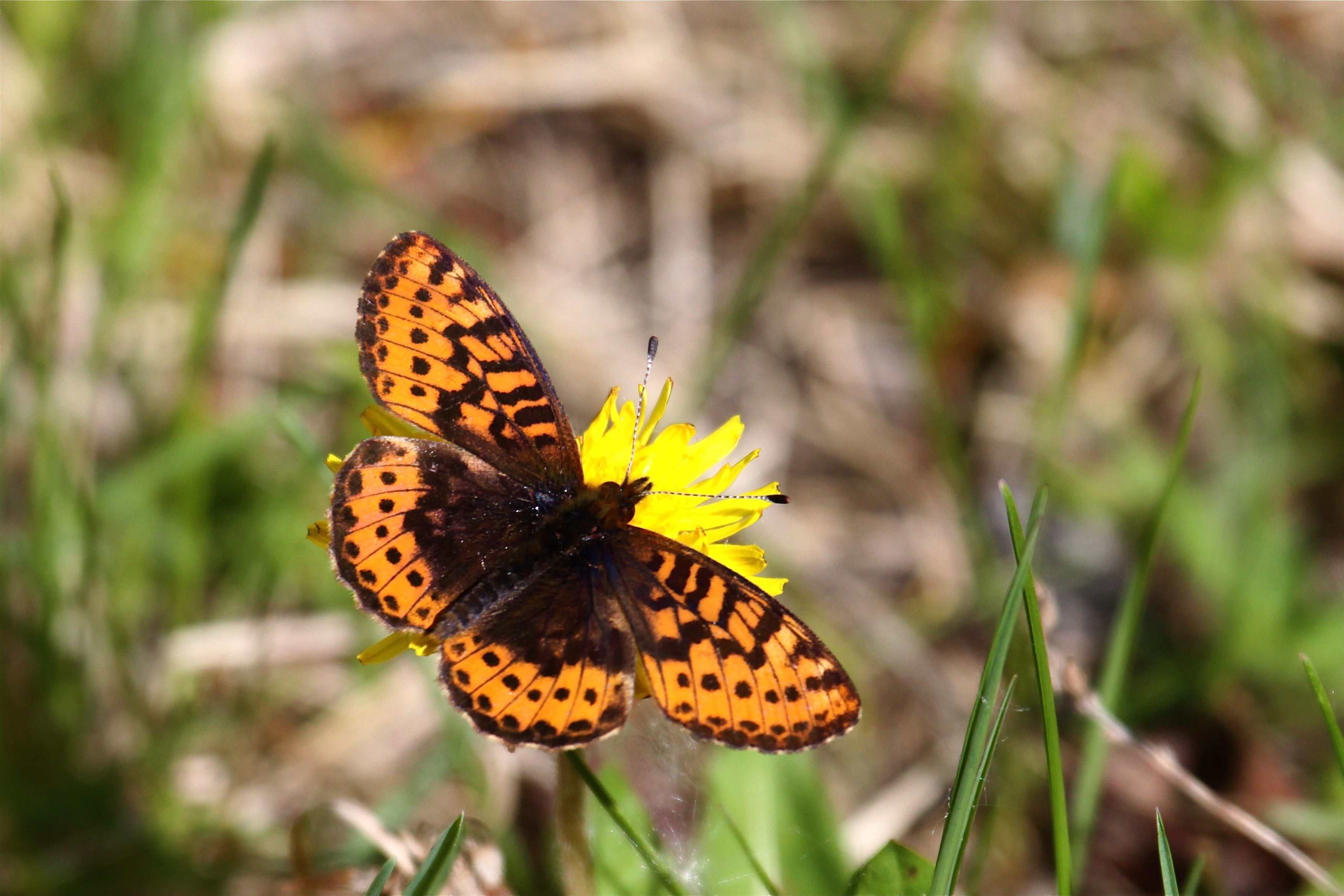
Boloria (Clossiana) frigga
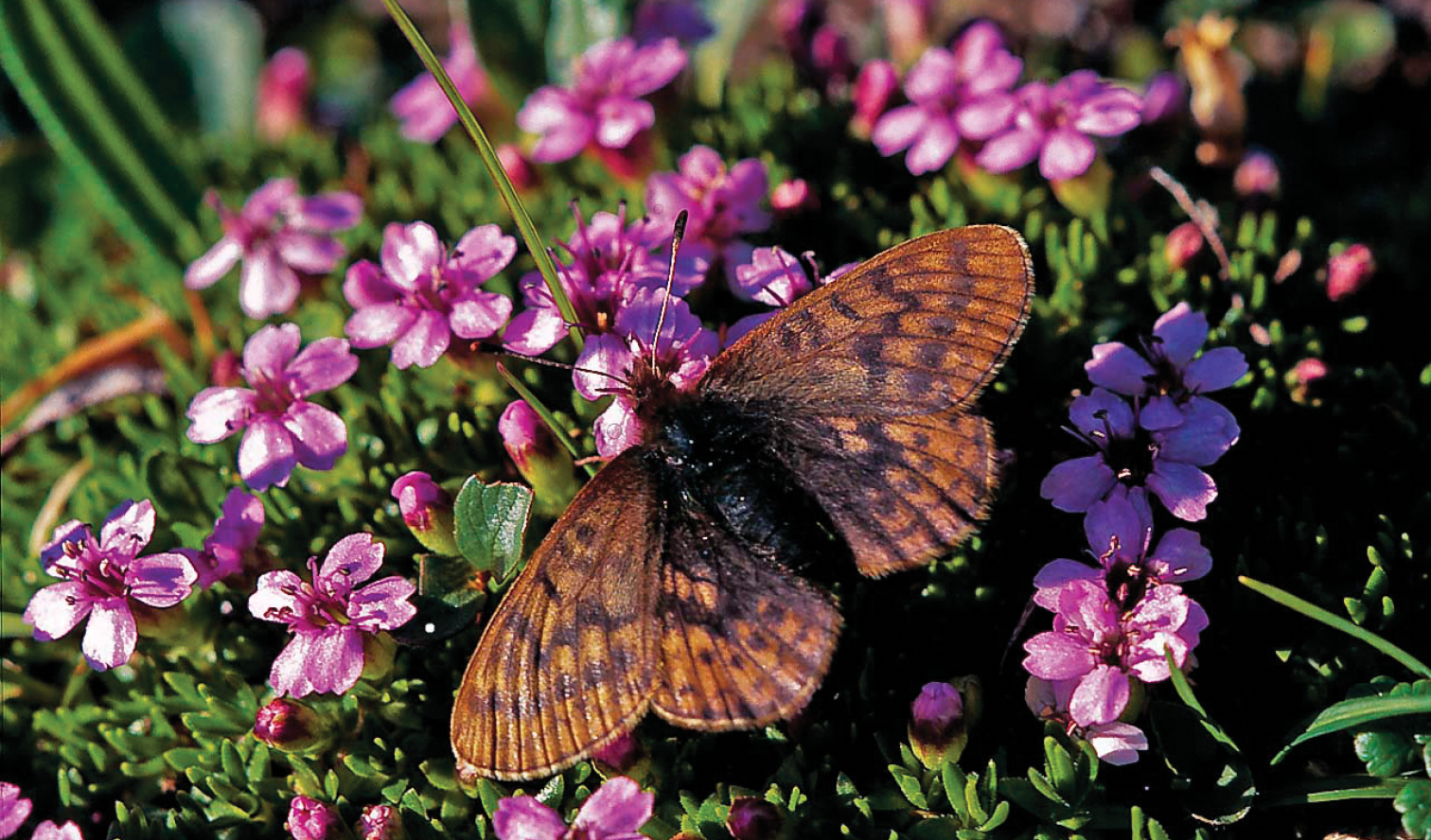
Boloria (Clossiana) improba
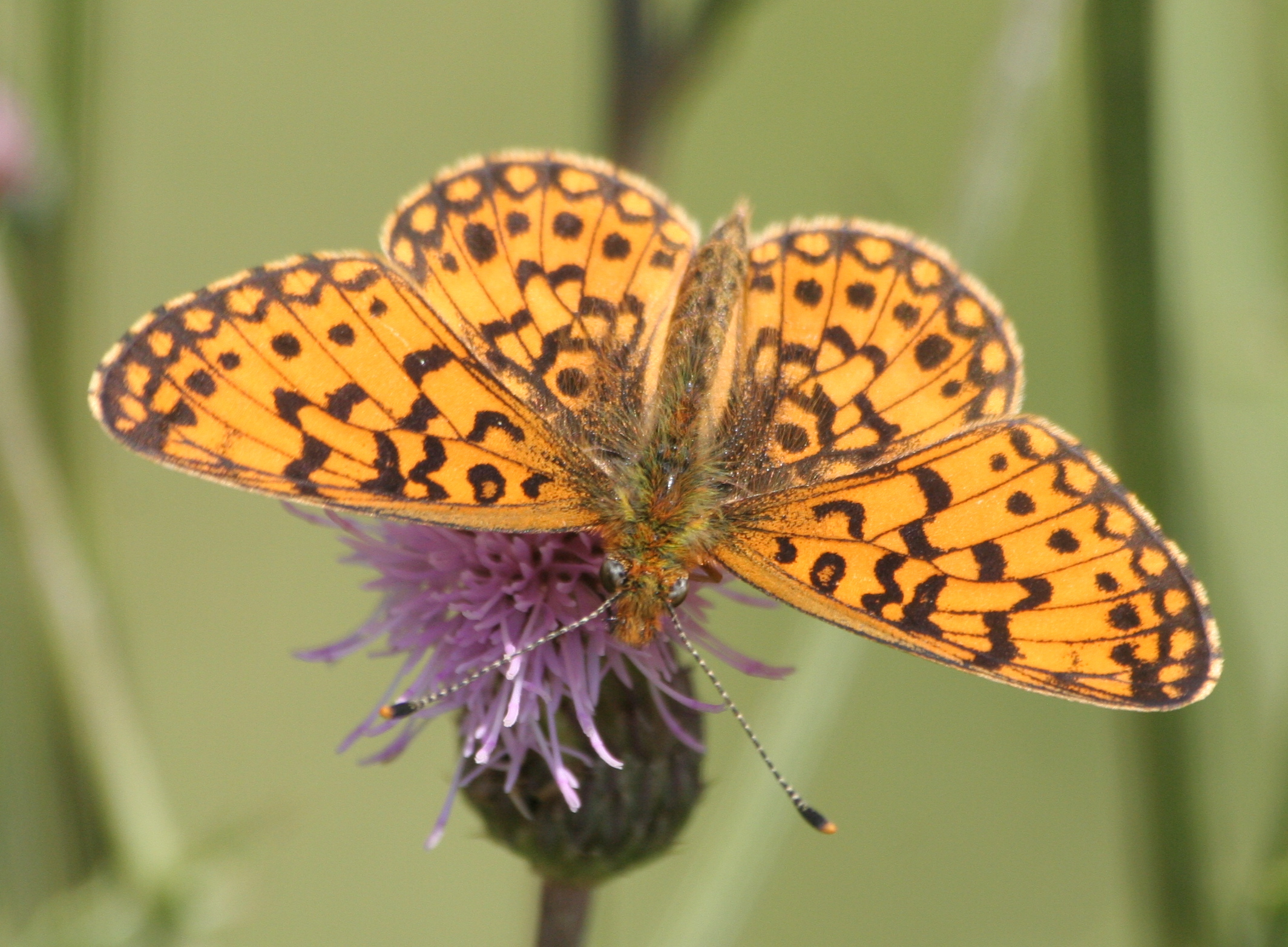
Boloria (Clossiana) selene
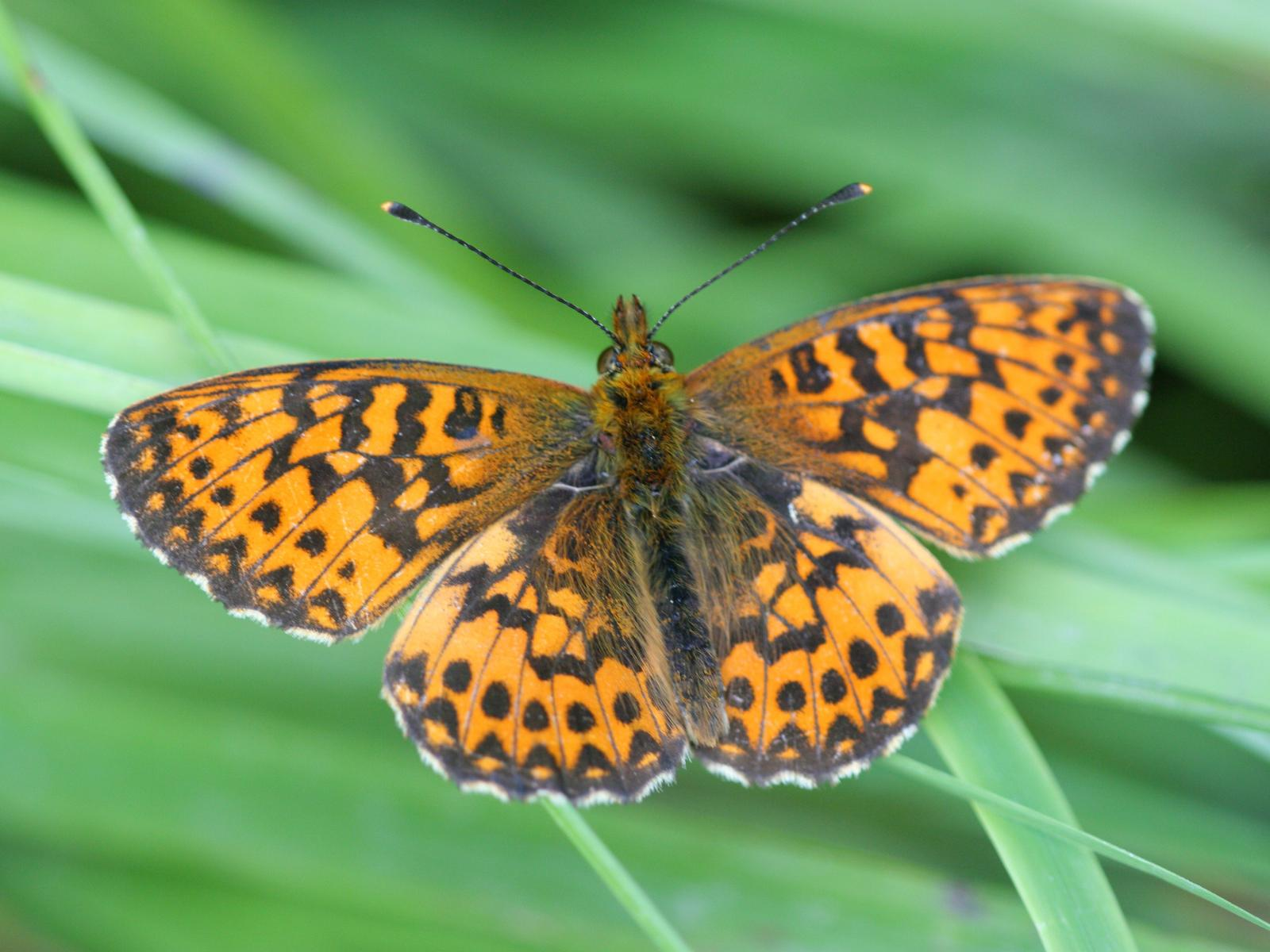
Boloria (Clossiana) titania